# Anton Joore
Anton Joore (Raamsdonksveer, 31 december 1954) is een voormalig Nederlands voetballer die uitkwam voor NAC en RKC. Hij speelde als verdediger. Nadien werd hij trainer.